# Petar Trbojević
Petar Trbojević (Niš, 9. rujna 1973.), srbijanski vaterpolist. Za reprezentaciju SRJ/SCG i potom kratko Srbije igrao je u razdoblju od 1997. do 2006. godine. Odigrao je 306 utakmica i postigao 231 pogodak.
Karijeru je započeo 1991. u beogradskom Partizanu za koji će igrati pet godina. S Partizanom je osvojio jedno prvenstvo i četiri kupa SR Jugoslavije. 1996. napušta Partizan i tri godine igra za grčki Vouliagmeni s kojim osvaja dva grčka prvenstva, jedan grčki kup i jedan Kup LEN. Od 1999. do 2001. igra za Barcelonetu čiji će igrač ponovno biti od 2004. do 2009. S Barcelonetom je osvojio pet španjolskih liga, šest kupova kralja, pet španjolskih superkupova i četiri katalonska kupa. Od 2001. do 2004. igrao je za grčki Olympiakos s kojim osvaja tri grčka prvenstva, tri grčka kupa, te sezone 2001./02. Euroligu i Superkup LEN. 2009. prijeći će u Budvu s kojom će osvojiti crnogorsko prvenstvo 2010./11.